# Football West State League
La Football West State League è la massima competizione calcistica statale nella Western Australia. A livello nazionale è un gradino sotto la A-League e il Perth Glory è la squadra che rappresenta lo stato in quella lega. Viene gestita da Football West, patrocinata dalla FIFA.

## Squadre
Premier Division
- Armadale SC
- Cockburn City
- ECU Joondalup
- Floreat Athena
- Fremantle Spirit
- Inglewood United
- Mandurah City
- Perth SC
- Sorrento F.C.
- Stirling Lions
- Swan IC
- Western Knights

First Division
- Ashfield SC
- Balcatta
- Bayswater City
- Canning City Soccer
- Dianella White Eagles
- Forrestfield United
- Gosnells City
- Morley Windmills
- South West Phoenix
- Queens Park
- Wanneroo City

Amateur Premier Division
- GRUPPO A
- Fremantle United
- Lynwood Colts
- Perth Azzurri
- Spearwood Dalmatinac
- Subiaco United
- Suburbs United
- UWA
- WA Maccabi
- GRUPPO B
- CN Canning International
- Hamersley Rovers
- Kingsway Olympic
- Murdoch University
- Shamrock Rovers
- South Perth United
- Southern Spirit
- Stirling Panthers